# Геологическая арка Канкаки
Арка Канкаки — геологическая арка с северо-западной и юго-восточной осью, которая соединяет Арку Цинциннати на юго-востоке с Висконсинским куполом на северо-западе.

## Описание
Арка Канкаки расположена под северо-восточным Иллинойсом, северной Индианой и юго-восточным Висконсином. Этот структурный хребет лежит между бассейном Иллинойса на юго-западе и Мичиганской котловиной на северо-востоке. Район центральной части Иллинойса начал угнетаться поздним ордовиком. Арка Цинциннати развивалась через восточную Индиану во время позднего ордовика. К раннему Силурию моря к северо-западу от Арки Цинциннати стали становиться более мелкими. В начале Миссисипского периода арка Канкаки была над уровнем моря.
Во время силурийского периода (420–405 млн лет назад) через Индиану распространилось мелкое море. Это море отлагало известняки вдоль юго-западного склона арки. Над аркой глубина отложений уменьшается, поэтому слои в 30 м к северо-востоку от арки становятся всего 3,0 м на всю вершину арки.
Как и в силурийском периоде, в девонском периоде (438–408 млн лет назад) возобновились мелководные моря после короткого периода, когда район находился над уровнем моря. Отложение возобновилось со связанными, но значительно отличающимися доломитами и известняками как к северу, так и к югу от мелкой области арки.